# Бэбб, Говард
Говард У. «Крогер» Бэбб (англ. Howard W. «Kroger» Babb) (30 декабря 1906 года — 28 января 1980 года) — американский кинематографист и телепродюсер, шоумен. Его технологии маркетинга походили на методы странствующего торговца, происшедшего из странствующих лекарей. Сам он описывал себя как «бесстрашный юный американский шоумен». Наибольшую известность получил за презентацию в 1945 году эксплуатационного фильма «Mom and Dad», включённого в 2005 году в национальный реестр фильмов библиотеки Конгресса.
Бэбб участвовал в производстве и продаже многих фильмов и телешоу, выступая продюсером согласно своему любимому девизу маркетинга «You gotta tell 'em to sell 'em.» (вы должны рассказать им, чтобы продать им). В число его фильмов входят как драмы стиля полового просвещения, так и документальные фильмы о культурах других стран. Его фильмы были направлены скорее на то, чтобы пощекотать нервы зрителей, а не образовывать их, добиться максимизации прибыли, используя маркетинговые уловки.

## Ранние годы
Бэбб родился в 1906 году в Лис-Крике, штат Огайо (близ г. Уилмингтон). Своё прозвище «Крогер» он получил за работу продавцом в одноимённой компании или благодаря отцу, предпочитавшему кофе марки B.H. Kroger. В молодости Бэбб сменил множество работ. Ripley’s Believe It Or Not упомянула его имя в связи с рекордным количеством судейства юношеских спортивных игр. Он начал с работ в области спортивного комментирования и до того, как ему исполнилось 30 лет, был репортёром местной газеты. В то время Бэбб уже начал показывать задатки кинодеятеля, демонстрируя «оживший труп» «Диггера О’Делла». Первый успех пришёл к нему после назначения менеджером по рекламе компании Chakeres-Warners, когда он выдавал по две сумки с продуктами одному из обладателей билетов в избранных театрах . Опыт, полученный им на этом поле деятельности, привёл его в бизнес эксплуатационного кино.
В начале 1940 года Бэбб поступил на работу в компанию Cox and Underwood, которая получала права на плохо снятые и прочие непродаваемые фильмы на потенциально спорные и шокирующие темы. Сотрудники компании часто вырезали целые куски из этих фильмов и добавляли новые материал, в жанре медицинского образования благодаря этому фильмы получали сенсационную рекламу. Свою работу в компании Бэбб начал с фильма Dust to Dust (представлявшего из себя смесь), переделав его в фильм High School Girl и включив в концовку фильма сцену появления на свет ребёнка. Прибыль, полученная от фильма, позволила компании Cox and Underwood отойти от бизнеса, что позволило Бэббу открыть собственную компанию Hygienic Productions. Он открыл её близ своего дома детства в Уилмингтоне, штат Огайо. Бэбб нанял агентов по продажам и бронированию, безработных актёров и юмористов для презентаций, переделанных и новых фильмов.

## Продвижение фильмов
Наибольшую известность Бэбб получил за презентацию эксплуатационных фильмов, которым посвятил большую часть своей работы в кинобизнесе. Согласно журналу The Hollywood Reporter Бэбб добился успеха, используя такие темы как религия и секс, из которых было легко сделать сенсацию. Его расходы оценивались в 5 % за покупку и 7 % за распространение фильмов — одно из наиболее окупаемых вложений в киноиндустрии.
Наибольшим успехом Бэбба стал фильм Mom and Dad, который он сам задумал и создал. Режиссёр Уильям Бодайн снял фильм за шесть дней. Бэбб руководил продвижением фильма после премьеры в начале 1945 года, часто работая в одиночку. Фильм, представлявший из себя моралите, историю о девушке, которая забеременела, и ищет, к кому обратиться , обошёлся в 62 тыс. дол. 300 копий были отправлены в кинотеатры по всей стране вместе с «представителями», позднее получившими название «специалистов по продвижению». За недели до появления фильма представитель возбуждал интерес публики, отправляя письма с протестами в местные церкви и газеты и фабрикуя письма от мэров близлежащих городов об историях молодых женщин, побуждённых фильмом обсуждать подобные затруднения.
Фильм стал третьим по росту прибыли за десятилетие и, по словам Бэбба, принёс первоначальным инвесторам по 63 тыс. дол. за каждую вложенную тысячу. По оценкам газеты Los Angeles Times прибыли фильма повсюду выросли от 40 до 100 млн. долларов. Успех фильма породил массу подражаний, таких как Street Corner и The Story of Bob and Sally, в итоге наводнивших рынок, и всё ещё демонстрировался по миру десятилетиями спустя. В 2005 году он был включён в национальный реестр фильмов.
Успехом фильм обязан в основном маркетинговой стратегии Бэбба по ошеломлению небольших городов рекламой и спорами. Согласно объяснению Эрика Шефера:

«Поняв, что его фильмы были „тёмными лошадками“ Бэбб выступил за полнонасыщенную кампанию. В своей простой ситуации — Deadwood Theater в Муви-хатер, штат Миссури с потенциальной аудиторией в 24 тыс. человек Бэбб предложил отправить рекламные листовки во все семь тысяч домов данного района, что обошлось в 196 дол., потратил 65 дол. на газеты и 50 на радио плюс дополнительные 65 на три сотни оконных, раздаточных карточек, флажки и плакаты. Всего он истратил 400 дол., эту сумму собственник театра обычно тратил за месяц. Бэбб всегда утверждал, что с его рецептом прибыли превысят инвестиции….»
Оригинальный текст (англ.)«Acknowledging that his films were unknown quantities, Babb advocated a "100% saturation campaign." In his sample situation--The Deadwood Theater in Movie-hater, Missouri, with a potential audience base of twenty-four thousand--Babb suggested sending tabloid heralds to all seven thousand homes in the area at a cost of $196, spending $65 for newspaper ads, $50 on radio, plus an additional $65 for three hundred window cards, hand-out teaser cards, pennants, and posters. The total came to almost $400, or the same amount the theater owner would normally spend on advertising in the course of an entire month. Babb always claimed that with his formula the profit would outweigh the investment...»

Фильм стал настолько повсеместным, что по заявлению журнала Time презентация фильма «оставила только домашний скот неосведомлённым о шансе узнать жизнь». Бэбб требовал, чтобы каждый показ фильма проходил по одним и тем же правилам: зрители — только взрослые, мужчины и женщины раздельно, в перерыве — живые лекции организации Fearless Hygiene Commentator Elliot Forbes. Сотни лекторов из этой организации давали лекции в одно и то же время но в разных местах  (в некоторых районах населённых преимущественно неграми вместо лекций появлялся олимпийский чемпион негр Джесси Оуэнс, продолжив традицию работать с такими фильмами как She Shoulda Said 'No'!). Согласно актёру Карлу Мондору, в 1940-е работавшему в Elliot Forbes, позднее выкупившему права на фильм Mom and Dad в Австралии и Новой Зеландии, лекторами Elliot Forbes были «в основном местные жители (из г. Уилмингтон, штат Огайо), которых обучили читать лекции…Это было поперечное сечение мужского населения, в основном молодые ребята…Вся идея никогда не стала бы работать с дурным взглядом.»
Во время антрактов и после показа продавались книги, относящиеся к теме фильма. Картель Modern Film Distributors продал свыше 45 тыс. копий Man and Boy и Woman and Girl, написанных женой Бэбба, выручив приблизительно 31 тыс. дол. Согласно Бэббу производство одной единицы обошлось в восемь центов, а розничная цена составила 1 дол. В то время как Modern Film удалось продать 45 тыс., Бэбб продал около 40 млн, ссылаясь на цифры национального налогового управления. Совместные продажи вошли в обычную практику Бэбба: работая с религиозным фильмом The Lawton Story, он продавал библии и спиритическую литературу, а в ходе работы с фильмом Why Men Leave Home книги по красоте.
С другими фильмами Бэбб пробовал разные подходы. Для пропагандистского антимарихуанового фильма She Shoulda Said No! он осветил сексуальные сцены и устроил одноразовые ночные показы, заявил, что его компания работает с министерством финансов США, чтобы выпустить фильм «как можно в большем числе городов за кратчайший период времени» в качестве службы обществу. В отличие от Бэбба, Дэвид Ф. Фридман другой успешный создатель фильмов того времени почти не уповал на распространение одноразовых фильмов низкого качества, ввиду этого Бэбб хотел нажиться на этом и как можно быстрее перейти к следующему этапу . На каждом показе фильма требовалось исполнение национального гимна США
.
Жанр эксплуатационного кино находился на переднем фронте борьбы с цензурой и кодексом Хейса и в 1940—50-е годы встретил множество вызовов. По оценкам Бэбб только за фильм Mom and Dad свыше 400 раз выступал ответчиком в суде (сам он называл число в 428). В качестве довода защиты он часто использовал предполагаемое образовательное значение фильмов и часто использовал этот довод для рекомендаций владельцам театров. В своей книжке продюсера для фильма Karamoja он написал: «Когда глупый придурок пытается перехитрить проверенные факты, ему следует находиться в психбольнице, а не в театре».
Несмотря на критику, вызванную фильмом Mom and Dad в 1951 году, Бэбб получил первую ежегодную премию зрелищ Сида Граумана, её вручили в голливудском Ротари-клубе как знак признания его многолетних достижений.

## Поздние фильмы
После успеха фильма «Mom and Dad» Бэбб переименовал свою компанию в Hallmark Productions, продолжая маркетинговые методы Hygienic Productions продвижения фильмов о половом образовании и здоровье. Позднее он основал более масштабную компанию Hallmark's Big-6
Бэбб задёшево уступил права на работу, ставшую фильмом «She Shoulda Said No!», вскоре после того как Роберт Митчем и Лиля Лидс были арестованы за употребление марихуаны. Поскольку первоначальный продюсер выступал против распространения фильма под названием «Wild Weed», Бэбб незамедлительно представил его как «The Story of Lila Leeds and Her Exposé of the Marijuana Racket», надеясь, что это название привлечёт аудиторию. После того как его расчёты не оправдались, Бэбб сосредоточился на одной из сцен, где показана женская нагота. Он воспользовался фотографией Лидс в одежде танцовщицы и переименовал фильм в «She Shoulda Said 'No'!», разместил такие слоганы как «How Bad Can a Good Girl Get . . . without losing her virtue or respect???» (Насколько низко может упасть порядочная девушка, не теряя чувства самоуважения?) . Согласно Фридману полуночная презентация фильма Бэбба, проводившаяся дважды в неделю, собрала больше денег, чем полный прокат любого другого фильма в этом кинотеатре. Фридман продолжил использовать данный фильм в своих собственных расширенных представлениях роудшоу.
Партнёры Бэбба согласились с его мнением, что «Нет ничего безнадёжного, если правильно провести рекламную кампанию» и говорили, что он «может взять любой хлам и продать его». В 1950-е Бэбб занялся фильмом — пьесой на тему страстей христовых «The Lawton Story». Фильм снят в 1948 в Лаутоне, штат Оклахома по технологии Cinecolor. Фильм был снят в очень краткие сроки, бюджет был низким, работа была настолько некачественной, что в одной из сцен за распятием были заметны телефонные провода. Команда была составлена из местных непрофессиональных актёров. Они разговаривали с таким сильным местным выговором, что их всех пришлось переозвучить более профессиональным актёрам. Согласно отзыву одного обозревателя: «Это единственный фильм, который пришлось дублировать с английского на английский». Бэбб подредактировал и переозвучил фильм, дав ему новое название «The Prince of Peace» (Принц мира). Фильм имел настолько большой успех, что газета New York Daily News назвала его «чудом Бродвея».
Другой фильм «Karamoja» был представлен как шокирующее описание угандийского племени «у которых нет иной одежды, кроме воздуха, которые питаются только кровью и пивом». В фильме встречаются сцены кровопускания скота и питья тёплой крови, самоповреждений как вида украшения тела и полноцветная сцена обрезания. Фильм породил меньше споров, чем другие фильмы Бэбба, и имел меньшие сборы.
Бэббу никогда больше не удалось повторить потрясающий успех фильма Mom and Dad. В попытке собрать больше денег он повернул индустрию эксплуатационного кино к жанру бурлеска. Одним из его знаменитых деяний стало приобретение прав на фильм Ингмира Бергмана «Лето с Моникой» (Sommaren med Monika). Почти треть фильма была вырезана, а в оставшиеся 62 минуты фильма был сделан фокус на сценах купания нагишом. Получившийся фильм получил название Monika, the Story of a Bad Girl (Моника, история плохой девчонки). Была предпринята рекламная кампания, выпускались почтовые открытки с обнажённой Хэрриет Андерсон.
Последним фильмом Бэбба стало представление европейской версии книги Гэрриет Бичер-Стоу «Хижина дяди Тома». Фридман описал работу Бэбба как один из самых «когда-либо снятых непреднамеренно смешных эксплуатационных фильмов» с «второразрядными итальянскими актёрами, едва говорившими по-английски».

## Другие предприятия
После успеха фильма Mom and Dad Бэбб заговорил о нереализованном проекте под названием Father Bingo, который он разрекламировал в журнале BoxOffice как «разоблачение азартных игр в церковных холлах», и описал как комедию с идеей пропаганды против игр. По сюжету коррумпированный священник устроил ночь «контролируемой» игры в бинго в своей церкви. Бэбб заявил, что это «лучшее шоу в его жизни», ходили слухи, что он никогда не намеревался делать этого, несмотря на то, что реклама появлялась годами.
Бэбб работал со многими кинокомпаниями, как и со своими собственными, включая Southwestern Productions . Благодаря своим прошлым успехам Бэбб в 1959 году занял пост вице-президента и генерального директора кинокомпании Miller-Consolidated Pictures. Бэбб выступал за методы усиленной рекламы, которые сам и усовершенствовал. На одном из интервью он заявил: «продать аппетит вместо стейка». В это время он написал колонку для BoxOffice. Бэбб давал советы по продаже фильмов, такие как списание расходов, налоговых вычетов и использование женских клубов для дешёвого расширения рекламы и увеличения налогов. Он заметил, что существует «более 30 тыс. женских клубов» и «практически в каждом женском клубе есть кинопроектор для 16-мм плёнок».
В 1963 году Бэбб основал другую компанию по распространению Studio 10,001, действующую в Беверли-Хиллз (и имеющую представительства в Канаде, Японии, Австралии и Новой Зеландии). Компания использовала похожие методы (придорожного шоу) для продвижения телепрограмм, таких как The Ern Westmore Show. Бэбб также выступал в роли шоумена для проката, продвижения других, не принадлежавших ему фильмов. Среди них был фильм жанра «обнажённых милашек» «Kipling’s Women», пип-шоу и ремейк фильма Ру МакКлэнахан «Five Minutes to Love».
Пытаясь передать своё умение потенциальным представителям, Бэбб начал создавать наборы продвижения. Он рекламировал эти наборы в BoxOffice под именем мистер PIHSNAMWOHS . Бэбб действовал поверхностно и в других областях, выступал против платного телевидения и создал финансовую пирамиду под названием «The Idea Factory» (фабрика идей). Одной из его идей была «Astounding Swedish Ice Cream Diet» (удивительная диета шведского мороженого). Бэбб утверждал, что ел мороженое по три раза на дню и сбросил 100 фунтов за 45 дней.

## Личная жизнь
В 1944 году Бэбб во время показа фильма Dust to Dust в г. Индианаполис повстречал местного критика Милдред Хорн. В своём обзоре она описала фильм как «дешёвую, неправильно названную моральную пьеску». Бэбб завязал беседу об этом. Впоследствии они вступили в гражданский брак. Хорн написала сюжеты для нескольких произведений Бэбба, включая Mom and Dad, а также несколько книг.
В ноябре 1953 Бэбб был арестован за вождение в состоянии опьянения, после того как проехал на красный свет и отказался пройти тест на алкоголь. Он был выпущен под залог в 250 дол., избежав заключения под стражу, это событие получило широкое освещение в прессе, поскольку недавно он выпустил антиалкогольный фильм One Too Many.
После успеха фильма Mom and Dad Бэбб долгие годы имел проблемы с налогами. Он заявил Press-Enterprise, что его бизнес был весьма распылён, поскольку объёмы продаж однодолларовых памфлетов о половом воспитании сложно оценить. В итоге Бэбб продал права на фильм Mom and Dad и свою долю в Modern Film Distributors Эрвину Джозефу и Флойду Льюису — своим бывшим партнёрам по Modern Film. Они продолжили показ Mom and Dad по США.
На склоне лет Бэбб страдал от различных заболеваний, перенёс инсульт. В 1977 году в возрасте 70 лет он ушёл на покой . Бэбб ушёл из жизни 29 января 1980 года в г. Палм-спрингс, штат Калифорния, причиной смерти стал инфаркт, вызванный осложнениями диабета. После него осталась жена, сын и пятеро внуков. Бэбб похоронен на кладбище Сентрвилль в Ли-крик, штат Огайо. На его могиле написано: «Его путешествия по всему миру начались в Сентрвилле и закончились здесь, в Ли-крик.»

## Работы
Бэбб работал в различных областях сферы развлечений как в жанре традиционного, так и эксплуатационного кино. Он заявлял, что создал 20 фильмов и работал для телевидения, радио и даже для сцены. Ввиду специфики жанра эксплуатационного кино список не полон, приведены конечные названия фильмов, ранние названия приведены в скобках.

### Продюсер
- Dust to Dust (предыдущее название Child Bride) (1938)
- Mom and Dad (предыдущее название A Family Story) (1945)
- The Prince of Peace (предыдущее название The Lawton Story) (1949)
- One Too Many (предыдущие названия Mixed-Up Women, Killer With a Label, The Important Story of Alcoholism) (1950)
- Why Men Leave Home (предыдущее название Secrets of Beauty) (1951)
- Halfway to Hell (1954)
- Walk the Walk (1970)

### Сценарист
- One Too Many

### Распространение фильмов
- "She Shoulda Said 'No'!" (предыдущие названия Marijuana, the Devil’s Weed, The Devil’s Weed, Wild Weed, The Story of Lila Leeds and Her Exposé of the Marijuana Racket) (1949)
- Monika, the Story of a Bad Girl (первоначальное название Sommaren med Monika, позднее перевыпущено под названием Summer with Monika) (1949)
- Delinquent Angels (1951)
- The Best is Yet to Come (1951)
- Halfway to Hell (1954)
- Karamoja (1954)
- Kipling’s Women (1961)
- Kwaheri (1961)
- Five Minutes to Love (предыдущее название The Rotten Apple, It Only Takes Five Minutes) (1963)
- Uncle Tom’s Cabin (1970) originally released in Europe in 1965
- Redheads vs. Blondes (без даты)[33]

### Телевидение
- The Ern Westmore Hollywood Glamour Show,[34] producer (1953)
- Your Show of Shows, producer (1963)

### Сцена
- French Follies